# Lista de bispos portugueses ordenados no século XVII
Esta é uma lista de bispos católicos portugueses ordenados no século XVII. No século XIX foram criados 2 Cardeais portugueses, e entre os prelados portugueses que receberam a ordenação episcopal estão Arcebispos e Bispos.

## Cardeais
| Prelado                   | Vida                  | Cardinalato                             | Título                    | Carreira                                                                                   |
| ------------------------- | --------------------- | --------------------------------------- | ------------------------- | ------------------------------------------------------------------------------------------ |
| D. Veríssimo de Lencastre | 1615–1692 († 77 anos) | 1686 – Inocêncio XI Cardeal-Presbítero  | Arcebispo Primaz de Braga | 1670–1677 Arcebispo Primaz de Braga                                                        |
| D. Luís de Sousa          | 1630–1702 († 71 anos) | 1697 – Inocêncio XII Cardeal-Presbítero | Arcebispo de Lisboa       | 1669–1702 Capelão-Mor da Capela Real 1671–1675 Bispo Titular 1675–1702 Arcebispo de Lisboa |